# Kevin Rudd
Kevin Michael Rudd (Nambour (Queensland), 21 september 1957) is een Australische oud-diplomaat en politicus. Hij was de 26e minister-president van zijn land van 2007 tot 2010 en in 2013.

## Levensloop

### Achtergrond, opleiding en vroege carrière
Kevin Rudd is zoon van een boer die overleed toen Kevin elf jaar was. Sindsdien kon het gezin maar moeilijk rondkomen. Toen hij vijftien jaar was, sloot Rudd zich aan bij de Australian Labor Party (Australische Arbeiderspartij, vaak afgekort tot Labor). Hij studeerde Aziatische studies aan de Australian National University en is gespecialiseerd in de Chinese taal en de Chinese geschiedenis. Zijn scriptie, onder begeleiding van Pierre Ryckmans, handelde over de dissident Wei Jingsheng. Hij spreekt vloeiend Mandarijn.
In 2017 begon hij een doctoraat aan de Universiteit van Oxford.

### Huwelijk
Kevin Rudd trouwde in 1981 met Thérèse Rein (17 juli 1958). Hij ontmoette zijn vrouw bij een samenkomst van de Australian Student Christian Movement (ASCM). Het echtpaar heeft drie kinderen: Jessica, Nicholas en Marcus.

### Diplomatieke carrière
Kevin Rudd trad in 1981 als diplomaat in dienst van het ministerie van Buitenlandse Zaken. Tussen 1981 en 1988 was hij als ambassademedewerker gestationeerd in Stockholm (Zweden) en later Peking (Volksrepubliek China).
Terug in Australië werd hij in 1988 chef van de staf van de leider van de oppositiepartij Labor in de oostelijke deelstaat Queensland, Wayne Goss. Toen Goss in 1989 premier van Queensland werd, volgde Rudds benoeming tot chef van de staf van de premier. Hij bleef dit tot 1992, toen Goss hem tot directeur-generaal van het bureau van het kabinet benoemde. Rudd ontwikkelde zich tot een machtig en vooraanstaand bureaucraat in Queensland. Hij zat diverse commissies voor, waaronder een commissie ter bevordering van het leren van vreemde talen op scholen. Zijn programma voor Aziatische talen en culturen werd in 1992 unaniem aanvaard door de Raad van Australische Regeringen (COAG, Council of Australian Governments).
Toen de Labor Party van Queensland de verkiezingen van 1995 verloor en de National Party of Australia (NPA, Nationale Partij van Australië) won, verloor Rudd de invloedrijke post van directeur-generaal van het bureau van het kabinet. Nog in hetzelfde jaar werd hij echter door KPMG Australië ingehuurd als Senior China Accountant.

## Politieke carrière

### Parlementsverkiezingen
In 1996 stelde hij zich kandidaat voor de Division Griffith, maar hij werd bij de parlementsverkiezingen van 1996 niet in het Huis van Afgevaardigden gekozen. Bij de parlementsverkiezingen van 1998 werd hij wél voor de Division Griffith in het Huis van Afgevaardigden gekozen.
Als parlementariër voerde hij felle oppositie tegen de federale minister-president, John Howard. Na de parlementsverkiezingen van 2001 werd hij benoemd tot schaduwminister van Buitenlandse Zaken. In die functie bekritiseerde hij de Australische steun aan de Verenigde Staten ten tijde van de invasie van Irak van 2003. Net als de meerderheid van Labor twijfelde Rudd aan het bestaan van "mobiele laboratoria" voor de productie van massavernietigingswapens. Volgens de Amerikaanse overheid waren deze in Irak aanwezig en de Australische regering geloofde de "bewijzen" die daarvoor door de VS waren aangedragen, en besloot de oorlog in Irak te steunen. Rudd noemde de bewijzen "gefabriceerd" en meende dat het Australische volk door de regering was "misleid".
Door Rudds krachtdadige verzet tegen de Australische steun aan de VS en Groot-Brittannië groeide hij uit tot de meest bekende Labor-politicus in het schaduwkabinet.
Gezien het feit dat de ALP het bij de parlementsverkiezingen van oktober 2004 slecht had gedaan, werd Rudds naam genoemd als mogelijke opvolger van de toenmalige Labor-leider Mark Latham. Nadat Latham in januari 2005 - onverwachts - als leider van Labor aftrad, besloot Rudd - na overleg met Labor-collega's - om zich niet te kandideren voor het voorzitterschap van de ALP. Kim Beazley, een collega-parlementariër van Rudd, werd tot voorzitter gekozen.

### Labor-leider

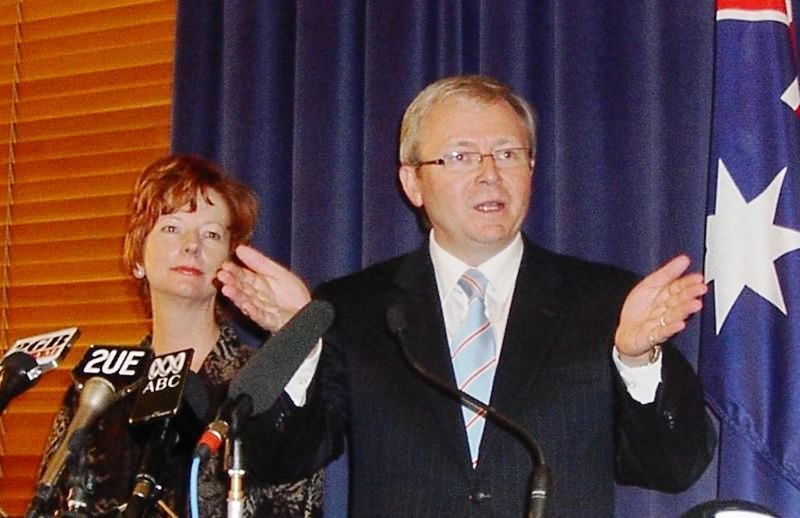
Kevin Rudd na zijn verkiezing tot Labor-leider in december 2006. Linksachter, Julia Gillard, zijn plaatsvervanger

Toen in december 2006 duidelijk werd dat een eventueel leiderschap van Rudd van de ALP ervoor zou zorgen dat bij verkiezingen het aantal stemmen voor de Labor Party zou verdubbelen, schreef Beazley verkiezingen uit voor het partijleiderschap. Rudd kandideerde zich en hij werd op 4 december 2006 gekozen tot Labor-leider. Julia Gillard werd tot plaatsvervangend leider gekozen.

### Verkiezingsoverwinning 2007
Op 14 oktober 2007 schreef premier Howard parlementsverkiezingen uit voor 24 november van dat jaar. Howard verklaarde die dag: "Australië heeft geen nieuw leiderschap nodig, het heeft oud leiderschap nodig. Het heeft het juiste nodig.". Premier Howard benadrukte hiermee dat de regering van Australië in goede handen was, namelijk in die van de Liberal Party of Australia (LPA, Liberale Partij van Australië). De ALP onder Kevin Rudd wilde veranderingen, zoals Rudd reeds verklaarde tijdens zijn eerste persconferentie na zijn verkiezingen tot Labor-leider.
Bij de parlementsverkiezingen behaalde de ALP een verkiezingsoverwinning. De ALP verkreeg 88 zetels in het Huis van Afgevaardigden, een winst van 28 zetels. In de Senaat verkreeg de ALP 32 zetels.

### Minister-president
Kevin Rudd werd daarmee de 26e premier van Australië. Op 3 december 2007 trad hij aan. Een van zijn allereerste beleidsdaden was het ondertekenen van het Kyoto-protocol inzake de terugdringing van broeikasgassen, slechts enkele uren na zijn beëdiging. Hij had hier in de verkiezingscampagne al onomwonden voor gepleit. Tevens nam hij Peter Garrett, voormalig zanger van de rockband Midnight Oil en bekendstaand als milieuactivist, in zijn kabinet op als minister voor Milieu.
In juni 2010 vond er een machtsstrijd plaats in Labor waarbij hij, onder meer vanwege de slechte peilingen, werd afgezet als partijleider. Vicepremier Julia Gillard volgde hem op als partijleider en premier.
In juni 2013 vond er opnieuw een machtsstrijd plaats in Labor. De zittende premier, Gillard, moest het daarbij afleggen en stapte op. Op 27 juni 2013 werd Rudd opnieuw beëdigd tot minister-president. Anthony Albanese werd zijn vicepremier.
Op 19 juli van dat jaar sloot hij Australië hermetisch af voor asielzoekers die per boot arriveren. In ruil voor financiële steun ging Australië asielzoekers op de eilanden Manus en Nauru plaatsen, die tot Papoea-Nieuw-Guinea behoren.

### Minister van Buitenlandse Zaken
In september 2010 werd bekendgemaakt dat Rudd weer zal terugkeren in de Australische regering. Zijn nieuwe post zal zijn minister van Buitenlandse Zaken in het kabinet van zijn opvolger Gillard, die de verkiezingen van augustus had gewonnen. Gillard had Rudd al een belangrijke functie toegezegd.
Op 22 februari 2012 kondigde Rudd tijdens een staatsbezoek aan de Verenigde Staten zijn aftreden als minister van Buitenlandse Zaken aan, vanwege aanvallen op zijn persoon door onder andere minister Simon Crean, en omdat Rudd zich te weinig gesteund voelde door minister-president Gillard. Als minister werd Rudd een dag later opgevolgd door Craig Emerson.

## Standpunten

Kevin Rudd in december 2005

Kevin Rudd is voorstander van een sociale markteconomie. Hij gelooft in marktwerking, maar is tegelijkertijd voorstander van overheidsingrijpen wanneer het dreigt mis te gaan. Hij staat kritisch tegenover een te ver doorgeschoten vrijemarkteconomie, maar over het algemeen genomen is hij voorstander van het huidige economische systeem in Australië.
Rudd is voorstander van de Australische aanwezigheid in Irak, maar wil een deel van de gevechtstroepen vervangen door grensbewakingseenheden en troepen die primair de opleiding van Iraakse militairen tot doel hebben. Rudd is ook voorstander van de Australische aanwezigheid in Afghanistan.
Wat het Midden-Oosten betreft steunt Rudd de Routekaart voor de Vrede en verdedigt hij het bestaan van de staat Israël. Tijdens de Israëlisch-Libanese oorlog van 2006 benadrukte hij het recht dat Israël bezit om zichzelf te beschermen en bekritiseerde hij Hamas en Hezbollah en hun voortdurende aanvallen op Israël.
Kevin Rudd is een christen (oorspronkelijk rooms-katholiek, maar vanaf de jaren 80 woont hij anglicaanse diensten bij) en is open over zijn geloof. Hij staat in de christelijk-socialistische traditie. Hij is sterk beïnvloed door het denken van de Duitse dominee en verzetsstrijder Dietrich Bonhoeffer. Ethisch gezien staat hij niet afwijzend tegenover abortus, hij is niet tegen het homohuwelijk.